# Kozlanyczi
Kozlanyczi (ukr. Козляничі) – wieś na Ukrainie, w obwodzie czernihowskim, w rejonie koriukowskim, w hromadzie Sośnica. W 2001 liczyła 369 mieszkańców, wśród których 363 wskazało jako ojczysty język ukraiński, 5 rosyjski, a 1 białoruski.